# Pierre Goldschmidt
 (mai 2021).
La mise en forme du texte ne suit pas les recommandations de Wikipédia : il faut le « wikifier ».
Les points d'amélioration suivants sont les cas les plus fréquents. Le détail des points à revoir est peut-être précisé sur la page de discussion.
- Les titres sont pré-formatés par le logiciel. Ils ne sont ni en capitales, ni en gras.
- Le texte ne doit pas être écrit en capitales (les noms de famille non plus), ni en gras, ni en italique, ni en « petit »…
- Le gras n'est utilisé que pour surligner le titre de l'article dans l'introduction, une seule fois.
- L'italique est rarement utilisé : mots en langue étrangère, titres d'œuvres, noms de bateaux, etc.
- Les citations ne sont pas en italique mais en corps de texte normal. Elles sont entourées par des guillemets français : « et ».
- Les listes à puces sont à éviter, des paragraphes rédigés étant largement préférés. Les tableaux sont à réserver à la présentation de données structurées (résultats, etc.).
- Les appels de note de bas de page (petits chiffres en exposant, introduits par l'outil «  Source ») sont à placer entre la fin de phrase et le point final[comme ça].
- Les liens internes (vers d'autres articles de Wikipédia) sont à choisir avec parcimonie. Créez des liens vers des articles approfondissant le sujet. Les termes génériques sans rapport avec le sujet sont à éviter, ainsi que les répétitions de liens vers un même terme.
- Les liens externes sont à placer uniquement dans une section « Liens externes », à la fin de l'article. Ces liens sont à choisir avec parcimonie suivant les règles définies. Si un lien sert de source à l'article, son insertion dans le texte est à faire par les notes de bas de page.
- La présentation des références doit suivre les conventions bibliographiques. Il est recommandé d'utiliser les modèles {{Ouvrage}}, {{Chapitre}}, {{Article}}, {{Lien web}} et/ou {{Bibliographie}}. Le mode d'édition visuel peut mettre en forme automatiquement les références.
- Insérer une infobox (cadre d'informations à droite) n'est pas obligatoire pour parachever la mise en page.

Pour une aide détaillée, merci de consulter Aide:Wikification.
Si vous pensez que ces points ont été résolus, vous pouvez retirer ce bandeau et améliorer la mise en forme d'un autre article.
 (juin 2020).
Pour les articles homonymes, voir Goldschmidt.
Pierre Goldschmidt (Bruxelles, 27 juin 1939) est un ingénieur nucléaire belge, ancien directeur général adjoint de l'Agence internationale de l'énergie atomique (AIEA) et chef de son département des garanties (Department of Safeguards).
Il a exercé ses activités dans le secteur privé et au sein d’organisations internationales, principalement dans les domaines de la fourniture d’électricité à long terme, de la protection de l’environnement ainsi que de la non-prolifération, du désarmement et de la sécurité nucléaires.
Il a une longue expérience de direction générale, planning stratégique, ingénierie, et développement commercial et industriel à l’échelle internationale. Il a mené de nombreuses négociations au niveau politique (ministres, ambassadeurs, parlementaires).

## Études
Pierre Goldschmidt possède un diplôme d'ingénieur électromécanicien (1963) et d'un doctorat en sciences appliquées (1971) de l'université libre de Bruxelles, ainsi qu'un Master of Science de l'université de Californie à Berkeley (1966). Il a aussi un diplôme supérieur en marketing, finance, stratégie et gestion des ressources humaines de l'École de commerce Solvay (1979) et a suivi une formation en « Top-Management International » chez Erik Krauthammer, en Suisse (1988 et 1989).

## Domaine de l'énergie nucléaire
Pierre Goldschmidt a été nommé directeur général en 1987 de Synatom (filiale du producteur belge d’électricité Electrabel) et à ce titre responsable de la fourniture en combustible nucléaire et de la gestion des assemblages de combustible usé des sept centrales nucléaires établies en Belgique, produisant environ 55 % de l’électricité consommée dans le pays.
Sous sa direction, Synatom est devenue l’une des entreprises européennes du cycle du combustible les plus performantes : réduction drastique des coûts d’approvisionnement en combustible tout en maintenant une totale garantie des livraisons, recyclage complet du plutonium et de l’uranium récupérés après retraitement des combustibles usés, et rapatriement sans heurts des déchets vitrifiés de haute activité.
À partir de mai 1999, il exerce les fonctions de directeur général adjoint et chef du département des garanties de l'AIEA à Vienne. Ce département est responsable notamment de la mise en œuvre des accords de garanties généralisées qui visent à assurer que les activités nucléaires des États non dotés de l’arme nucléaire soient exclusivement à des fins pacifiques. Pendant son mandat, le département des garanties a notamment mis à jour les activités nucléaires non déclarées de l’Iran, et engagé la vérification du démantèlement du programme d’armement nucléaire de la Libye.
Son travail a contribué significativement à l’attribution du prix Nobel de la paix à l’AIEA en octobre 2005.
Après avoir quitté l'AIEA en 2005, Pierre Goldschmidt rejoint la Carnegie Endowment for International Peace (CEIP) en tant que Non-Resident Senior Associate, une association dont le but est de promouvoir la coopération entre les nations.

## Autres fonctions
De 1992 à 1993 Pierre Goldschmidt a été président  de l'Uranium Institute (rebaptisé World Nuclear Association  en 2001) à Londres.
De 1993 à 1999, il est membre du directoire d’EURODIF S.A. la maison-mère d’EURODIF PRODUCTION qui exploitait à l'époque en France une usine d’enrichissement d’uranium par diffusion gazeuse et plus récemment par centrifugation.
Il fut aussi membre du comité consultatif de l’Agence d’approvisionnement d’EURATOM, (1978-1999) et son président de 1981 à 1985.

## Récompenses
- Docteur honoris causa de l'université libre de Bruxelles (novembre 2005)
- "2008 Joseph A. Burton Forum Award" de l’American Physical Society “For transforming the safeguards culture and procedures of the IAEA, greatly strengthening its ability to detect nuclear proliferation activities, and for his courage and integrity, especially in the period 2002 - 2003."

## Décorations
- Officier de l’ordre du Mérite (France, 1995)
- Grand officier de l’ordre de la Couronne  (Belgique, 2006)
- Chevalier de la Légion d’honneur (France, 2009)
- Anobli le 26 juillet 2012 au titre de chevalier

## Publications
Parmi de très nombreuses publications :
- (en) « Why a new nuclear deal with Iran is needed now », Atlantic Council,‎ 6 avril 2020 (lire en ligne).
- (en) Moving towards a WMD Free-Zone in the Middle East, 5 juillet 2020 (lire en ligne [PDF]).
- (en) Dealing Preventively with NPT Withdrawal, 23 janvier 2020 (lire en ligne [PDF]).
- (en) Nuclear Nonproliferation: Six Lessons Not Yet Learned, 20 mars 2019 (lire en ligne).
- (en) « A Realistic Approach Toward a Middle East Free of WMD », Carnegie,‎ 7 juillet 2016 (lire en ligne).
- (en) « Securing Irreversible IAEA Safeguards to Close The Next NPT Loophole », Arms Control Today,‎ 15 mars 2015 (lire en ligne).
- (en) « Concrete Steps to Improve the Nonproliferation Regime », Nonproliferation Program, Carnegie, no 100,‎ avril 2009 (lire en ligne [PDF]).